# 藺完植
蔺完植（1581年—？），字無翳， 號六一，河南河南府偃师县人，明朝政治人物。

## 生平
万历三十四年（1606年）丙午科河南乡试第五名举人，三十五年（1607年）丁未科進士，户部觀政，三十六年授山西屯留知县，四十年補韩城县，四十二年调武清县，四十四年考察，本年補河间府教授，四十六年升顺德府推官，四十七年升南都察院经历，天启二年升户部郎中，五年升衡州知府，崇祯元年考察。

## 家族
曾祖藺紘。祖父藺新。父藺芑，儒官。前母梁氏，母刘氏。慈侍下。兄完人、完养。